# Numbing
Numbing is een bestuurslaag in het regentschap Bintan van de provincie Riau-archipel, Indonesië. Numbing telt 3840 inwoners (volkstelling 2010).